# Maestà di Santa Trinita
La Maestà di Santa Trìnita (oppure Madonna di Santa Trìnita) è un'opera di Cimabue dipinta su tavola, databile tra il 1280 e il 1300, conservata agli Uffizi di Firenze. Raffigura la Madonna in trono con il Bambino, contornata da otto angeli, e presenta in basso quattro profeti a mezzo busto. Si tratta di una tempera su tavola e misura 385x223 cm.

## Storia
Non si conosce il committente dell'opera, che potrebbe essere stato l'Ordine vallombrosano, che al tempo governava la Basilica di Santa Trinita, oppure una confraternita o compagnia religiosa che l'avrebbe fatta dipingere per un'altra destinazione fino al suo approdo successivo in chiesa.
Secondo la testimonianza di Giorgio Vasari nelle Vite, l'opera rimase sull'altare maggiore della Basilica di Santa Trinita fino al 1471 quando, meno apprezzata rispetto ai dipinti della pittura del Rinascimento, fu sostituita dalla Trinità di Alesso Baldovinetti e trasferita in una cappella laterale della chiesa, fino a essere relegata nell'infermeria del monastero. Con la riconsiderazione della primitiva arte italiana, nel 1810 passò nella Galleria dell'Accademia fiorentina e, nel 1919, agli Uffizi.
In epoca imprecisata gli era stata data una forma quadrangolare, col taglio della parte superiore della cuspide e l'aggiunta di due ali in cui erano stati dipinti due angeli. La tavola fu riportata alla forma cuspidata originaria col primo restauro del 1890 compiuto da Oreste Cambi, che rimosse anche le ali ed aggiunse una cornice in stile, ancora presente. Un secondo restauro fu operato da Marcucci nel 1947-1948 e un terzo da Alfio Del Serra nel 1993.
Riferita a Cimabue già nel Libro di Antonio Billi e nelle Vite del Vasari, l'attribuzione ha trovato concordi tutti gli studiosi, con l'eccezione di Guglielmo della Valle nel Settecento e Langton Douglas nel Novecento. I critici si sono però divisi riguardo della datazione dell'opera, incerti se considerarla precedente o di poco successiva all'esecuzione degli affreschi della Basilica superiore di San Francesco d'Assisi, pur nell'incertezza a sua volta della collocazione temporale di quel ciclo. La critica più recente tende comunque a collocare l'opera dopo gli affreschi di Assisi, quindi nel 1290-1300.

## Descrizione

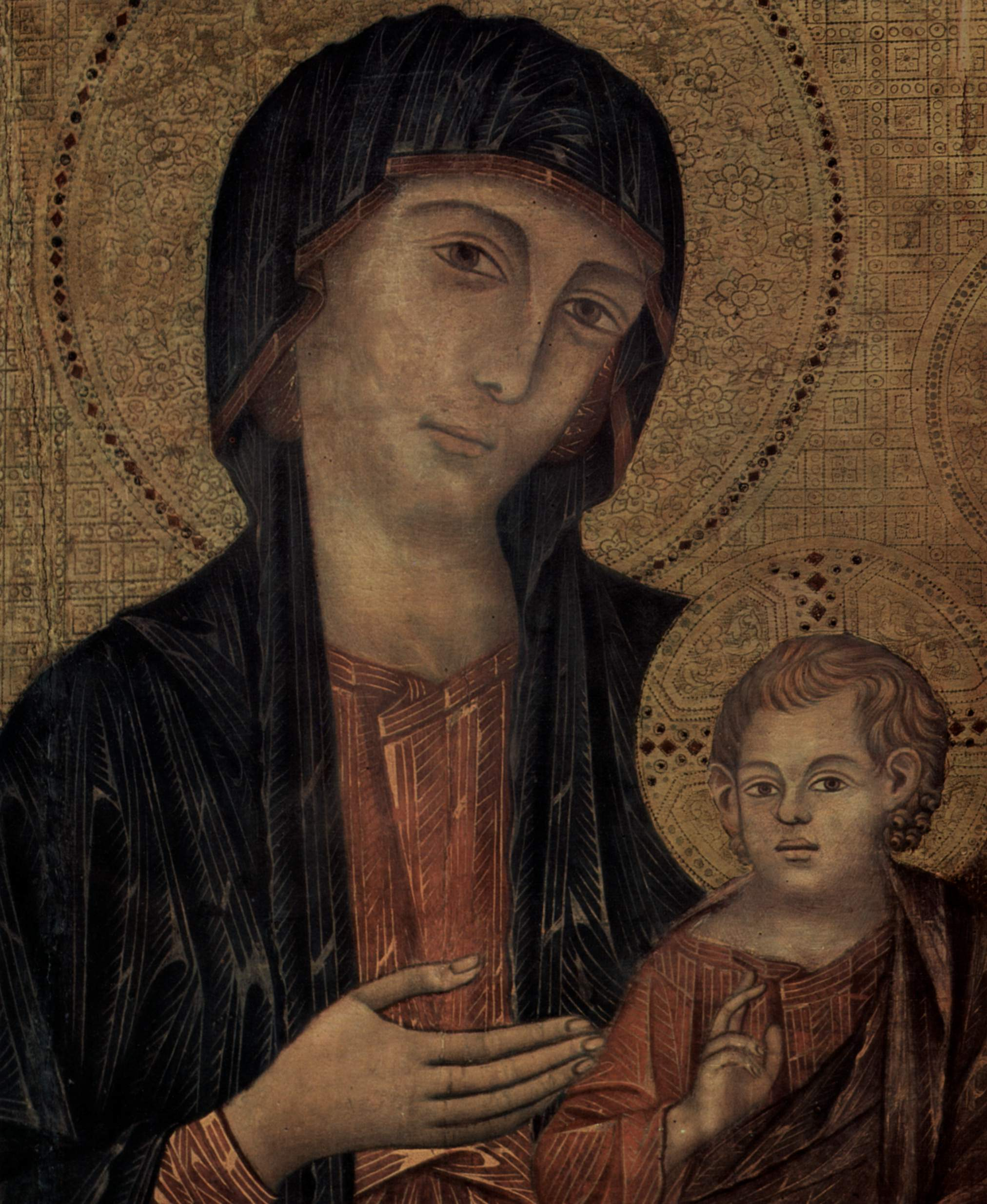
Dettaglio

L'iconografia è quella bizantina della Madonna Odigitria, cioè in greco "che indica la via", perché mostra la Vergine (che secondo la tradizione può essere in piedi o in trono) che indica il Bambino: la Madonna simboleggia la Chiesa e il Bambino la Via, la Verità e la Vita. La Madonna è dipinta in 3/4.
Il trono è raffigurato secondo una visione frontale innovativa, con una grande cavità al centro e visto in una prospettiva intuitiva secondo un inedito senso tridimensionale (le precedenti Maestà cimabuesche presentano ancora un trono in assonometria). Lo scranno assume così una possanza nuova, di vera massa architettonica, impreziosita dai decori cosmateschi e calligrafici. Questa prospettiva centralizzata, traguardo di Cimabue maturo, venne ripresa di lì a poco da Giotto, Duccio di Buoninsegna e poi dagli artisti trecenteschi.

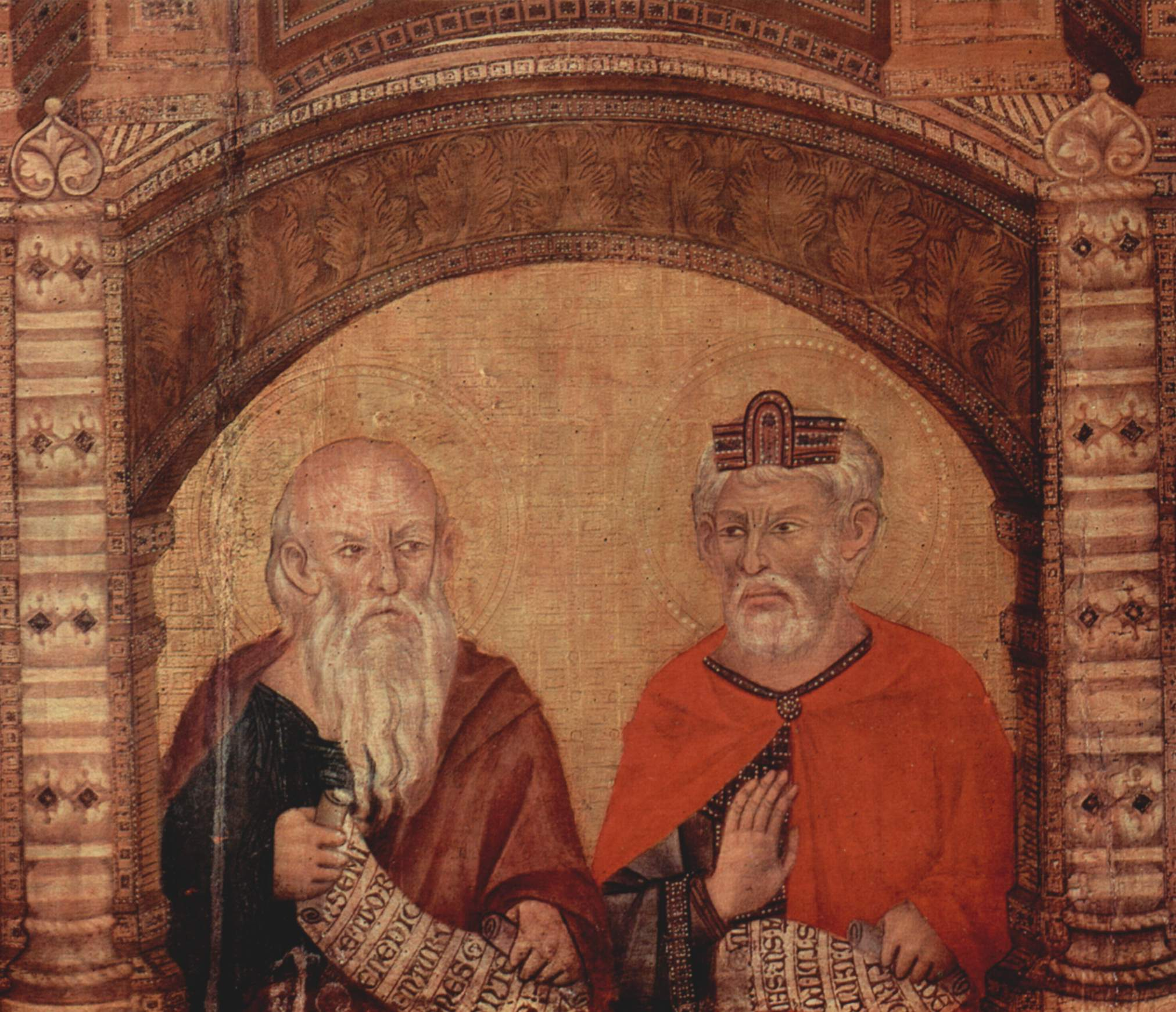
Abramo e David, dettaglio

Il trono crea un vero e proprio palcoscenico dove sono inquadrati, al di sotto di archi, quattro profeti, affacciati di busto in uno spazio realisticamente definito. L'oro dietro di loro, anziché generare la consueta piattezza, sembra suscitare la sensazione di vuoto, facendo sì che paiano affacciarsi da delle finestre/grotte piuttosto che stare schiacciati contro una parete.
Essi sono riconoscibili dal cartiglio che recano in mano, contenenti versi del Vecchio Testamento allusivi a Maria e all'Incarnazione di Cristo: appaiono come testimoni che certificano l'evento prodigioso con le loro profezie, ed evocano la discendenza del Salvatore dalla loro stirpe. Il primo, con il cartiglio "Creavit Dominus Novum super terram foemina circundavit viro" è Geremia, a cui seguono al centro Abramo ("In semine tuo benedicentur omnes gentes") e David ("De fructu ventris tuo ponam super sedem tuam", e infine a destra Isaia ("Ecce virgo concipet et pariet").
I due profeti centrali sono composti e solenni, quasi ripresi a discutere i misteri della concezione e della verginità. Quelli laterali si torcono a guardare verso l'alto, con una caratterizzazione assolutamente nuova; coi loro sguardi creano un triangolo che ha il vertice alla base del trono di Maria. Può darsi che il complesso delle quattro figure abbia una precisa spiegazione dottrinale: i patriarchi al centro rappresentano la capacità raziocinate dell'uomo, che si interroga sui misteri dell'incarnazione, mentre i profeti ai lati hanno sciolto ogni dubbio avendola potuta contemplare nella sua pienezza, e ne sono rapiti misticamente.

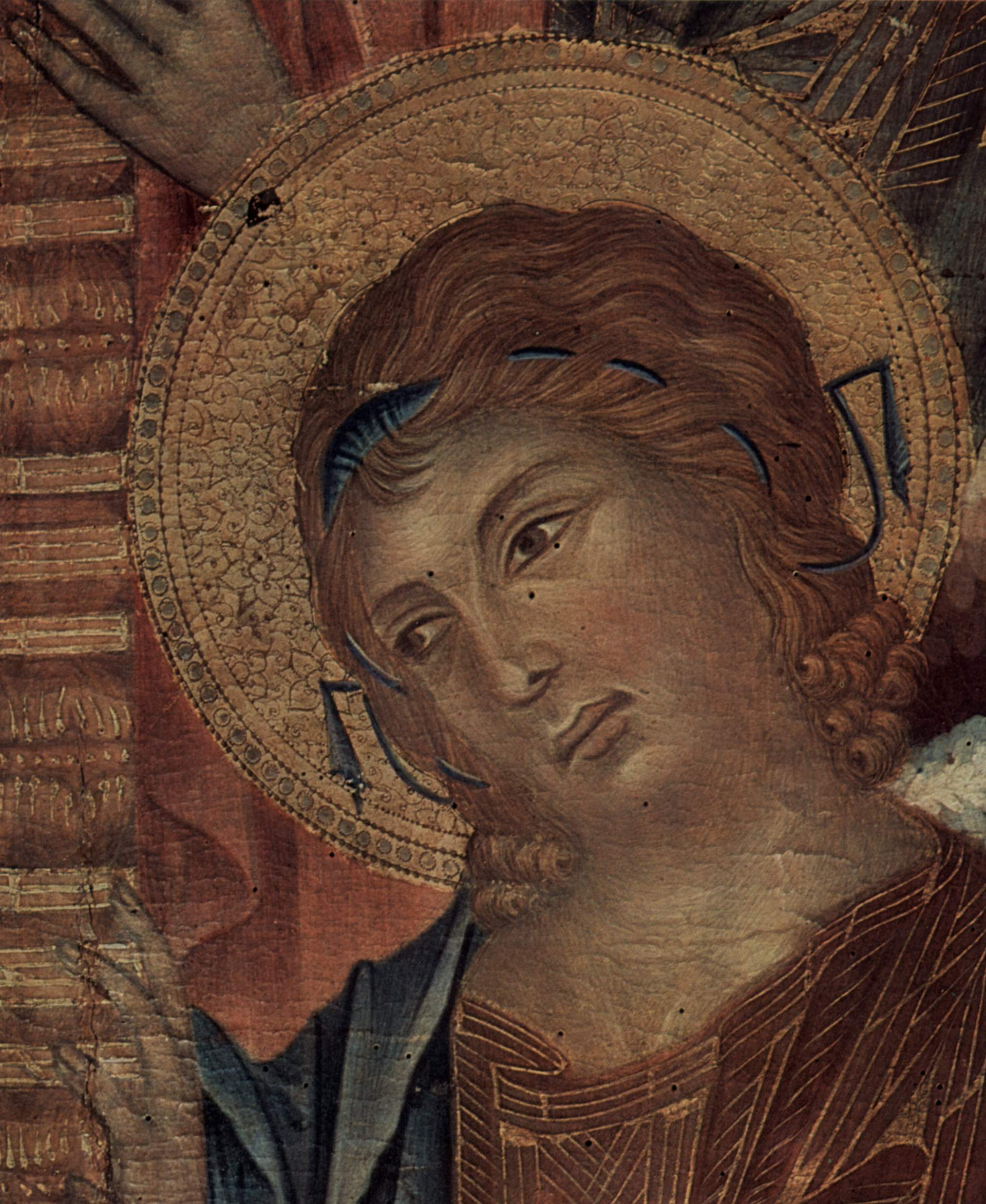
Angelo

Le teste degli angeli sono inclinate ritmicamente verso l'esterno o l'interno, evitando la rappresentazione di profilo, riservata allora solo alle figure secondarie o negative (di lì a poco Giotto abbatterà questo principio). Ricordano da vicino gli angeli della Maestà di Cimabue affrescata nella Basilica inferiore di Assisi. I loro corpi sono solidi, modellati da un chiaroscuro delicatamente sfumato e fluido (altra novità introdotta da Cimabue) nei panneggi delle vesti. I colori rosso e blu delle loro vesti indicano la loro sostanza, ossia la fusione di fuoco ed aria. Gli angeli in alto girano il capo ed affondano nella terza dimensione, cortigiani di una corte celeste retta da una Regina che è Maria.

## Stile
La tavola mostra lo stile maturo di Cimabue, in cui l'artista mostrò il superamento più spinto della rigidità bizantina verso formule più sciolte e umanizzate, che fecero di Cimabue secondo Vasari il primo a superare la "scabrosa, goffa e ordinaria [...] maniera greca". La visione frontale del trono, il volto della Vergine disteso e sereno, i dettagli del volto smussati e i chiaroscuri sfumati pongono l'opera lontana dai canoni bizantini da cui Cimabue seppe gradualmente affrancarsi.
Rispetto alle precedenti Maestà di Cimabue è presente una profondità prospettica maggiore: nel trono sono presenti tre piani verticali a profondità crescenti, contro i due piani delle opere precedenti. Il piedistallo e i gradini del trono hanno anche un design concavo e scavato in profondità nella loro parte frontale. Il trono ha una visione frontale e rivela entrambi i lati interni e non è più in tralice. È cambiata anche la disposizione degli angeli, non più semplicemente uno sopra l'altro, ma adesso intorno al trono, disposizione che fa percepire una profondità maggiore.
Le figure sono dilatate rispetto a prima, verso un maggiore realismo. Le pieghe delle vesti non sono più tese e fascianti come nella Maestà del Louvre del 1280 circa, ma si adagiano ampie e cadenti, come quelle tra le gambe di Maria, oppure appaiono meno arcuate, come nel manto blu che copre la sua testa. Ricompaiono le crisografie bizantine sul manto blu, ma stavolta solo a scopi decorativi, inserendosi tra le ampie pieghe volumetriche. Le lumeggiature dorate dell'agemina suggeriscono i tocchi della luce sul manto della Madonna e la veste del Bambino, di grande fluidità e ricchezza inventiva.
Anche i chiaroscuri facciali sono più efficaci ed aumentano il contrasto. C'è anche una maggiore caratterizzazione anatomica dei volti a smussare gli spigoli e particolareggiarne i tratti (si noti ad esempio il taglio a livello della narice che si insinua entro la pinna del naso o l'accenno di sorriso, finora assenti in Cimabue).
Pur con questi miglioramenti, si nota una certa refrattarietà alle innovazioni stilistiche e tecniche di Duccio di Buoninsegna e Giotto. Questa Maestà non ha la raffinatezza figurativa delle due opere degli anni '80 di Duccio, ovvero la Madonna di Crevole e la Madonna Rucellai, né la decoratività della seconda di queste. Anche le novità dell'allievo Giotto, già manifeste a partire dal 1290, fanno fatica a comparire. I contrasti raggiunti qui da Cimabue, ad esempio, non sono resi secondo i principi dell'unica fonte luminosa. Né sembrano le pieghe trovare la loro migliore adeguatezza sopra i corpi. Gli sguardi rimangono vaghi. Limitata è anche la gamma cromatica nel complesso, soprattutto se confrontata con gli immediati sviluppi della nascente scuola senese o con la tavolozza di Giotto.
Cimabue di fatto sembra arroccarsi dietro ai suoi stessi stereotipi, quelli che lo avevano reso celebre e che, adesso, cominciavano a farlo apparire antiquato.

### Datazione
Pur non essendoci documenti che ne attestino la datazione, l'opera è collocata dalla critica più recente entro la fase matura di Cimabue, tra il 1290 e il 1300 circa, sulla base di numerosi dettagli stilistici.
La Vergine assisa sul trono ha una distesa larghezza, una dilatazione larga rispetto all'affusolata Maestà del Louvre del 1280 circa e questa transizione la si vede proprio negli affreschi di Assisi del 1288-1292 circa, dove le figure hanno un'ampiezza mai vista nelle precedenti opere. Le pieghe del suo manto blu non sono fascianti, ma si adagiano larghe e lasche sui corpi, per esempio tra un ginocchio e l'altro della Vergine. Le pieghe sopra la testa cadono verticalmente e non disegnano quei cerchi concentrici che troviamo nelle prime rappresentazioni mariane di Cimabue, come la Maestà del Louvre (1280 circa), la Maestà di Londra (1280 circa) o quella di Bologna (1281-1285 circa). Una tale disposizione la troviamo nella più recente Maestà di Assisi (1288 circa). Il manto è inoltre aperto sopra il petto a rivelare il maphorion rosso sottostante, in maniera simile alla Maestà di Assisi del 1288 circa e a differenza delle precedenti Maestà di Parigi, Londra e Bologna.
La canna del naso ha il contorno sinistro sfumato e la narice non presenta un semplice ispessimento ma una sorta di incisione che si insinua entro la pinna del naso, dettagli che non troviamo nelle precedenti Maestà dei prima anni ottanta. La disposizione della bocca rivela un'aria serena, quasi un sorriso, che contrasta con l'aria mesta e seriosa delle Maestà parigina e londinese e che troviamo anche in quelle di Bologna e Assisi.
Anche il colore della ali degli angeli è indicativo: si passa dai colori scuri delle penne più in basso (remiganti), al colore chiaro e vivace delle penne in alto (copritrici) che vanno via via scurendosi ancora più in alto. Questa disposizione dei colori sembra il termine di un'evoluzione che partendo dalla Maestà del Louvre (1280 circa) passa a quella di Bologna (1281-1285 circa) e quindi di Assisi (1288 circa).
Ma sono soprattutto altri tre dettagli ad essere indicativi e ad aiutarci a collocare questa Maestà anche dopo quella di Assisi del 1288 circa: il trono ha una rappresentazione frontale e non è in tralice come in tutte le altre Maestà di Cimabue, compresa quella di Assisi. Il passaggio da una raffigurazione in tralice ad una frontale lo si nota negli affreschi di Assisi dove solo quello dell'abside raffigurante Cristo adulto e la Vergine in trono, l'ultimo tra quelli dipinti ad Assisi, ha la visione frontale. Anche gli allievi Duccio e Giotto dipingeranno troni in questo modo per tutti gli anni novanta ed oltre, indicando come la raffigurazione di un trono frontale fu un conseguimento tardo dell'arte di Cimabue, che lo si ritrova solo in questa Maestà tra tutte quelle da lui dipinte. Il secondo dettaglio riguarda la canna del naso che è dritta anziché adunca come nelle precedenti Maestà, inclusa quella di Assisi. Infine l'aureola: appare qui adornata di punti scuri nel margine esterno, una “moda” degli anni novanta che non troviamo ancora nelle aureole assisiati, oltre a quelle ancora precedenti.
Una datazione quindi posteriore alla Maestà di Assisi del 1288 circa e, più in generale, all'attività assisiate che ebbe termine intorno al 1292 circa, quando il pittore fece ritorno in Toscana, sembra quindi la più ragionevole per questa Maestà.